# Sierra Madre del Sud
La Sierra Madre del Sud è una catena montuosa situata nel sud del Messico che si estende per oltre 1.200 km tra il Messico meridionale e l'Istmo di Tehuantepec nello Stato di Oaxaca. Corre parallela alla costa dell'oceano Pacifico e la Fascia Vulcanica Trasversale, dalla quale è separata dalla depressione del Balsas.
La cima più elevata è il Teotepec 17°33′N 100°18′W nello Stato di Guerrero, posto a 3.703 metri sul livello del mare.